# レイ・ロリト
ジョンレイ・ダニエル・ロリト（Johnrey Dandal Loreto、1990年11月10日 - ）は、フィリピンの元プロボクサー。ベンゲット州ラ・トリニダード出身。元IBO世界ライトフライ級王者。現役時代は大成ボクシングジムに所属していた。現在はエスペランサスポーツボクシングジムのトレーナー。妻はエスペランサジム所属のプロボクサーで日本女子ミニマム級王者のロリト麻理菜。

## 来歴

### ライトフライ級
2013年8月23日、バンコクにあるサイアム・パーク・シティで元WBA世界フライ級王者デンカオセーン・カオウィチットの体調不良で延期となったWBA世界スーパーフライ級暫定王座決定戦の代替試合で元WBA世界ミニマム級王者でPABAライトフライ級暫定王者のポンサワン・ポープラムックと対戦し、10回2-0（88-82、86-84、85-85）の負傷判定勝ちを収め暫定ながらも2年ぶりの王座に返り咲いた。
2014年2月1日、モンテカルロのモンテカルロ・スポーティングで元IBF世界ミニマム級王者のヌコシナチ・ジョイとIBO世界ライトフライ級王座決定戦を行い、3回49秒KO勝ちを収め王座を獲得した。
2015年2月28日、イースト・ロンドンでヌコシナチ・ジョイとリマッチを行う予定だったが前座の試合が決まらなかった為中止になった。
2015年3月22日、ムダントセーンのムダントセーン・インドア・センターで延期になったヌコシナチ・ジョイとリマッチを行い、初回1分46秒TKO勝ちを収め初防衛に成功した。

### ミニマム級
2017年7月15日、チョンブリー県でWBA世界ミニマム級王者のノックアウト・CPフレッシュマートと対戦し、12回0-3（110-117×2、113-115）の判定負けを喫し王座を獲得出来なかった。
2019年12月31日、大田区総合体育館でWBOアジア太平洋ミニマム級王者の重岡銀次朗と対戦し、5回2分13秒KO負けを喫し王座を獲得出来ず引退を表明した。

## エピソード
- 妻であるロリト麻理菜との出会いは、プロ第3戦を翌月に控えた2020年11月、エスペランサスポーツボクシングジムのトレーナーに転じたばかりのレイにFacebookで送られたトレーナーを希望するメッセージであった[1]。1週間で交際に発展し3ヶ月で結婚した[12]。

## 獲得タイトル
- 第10代PABAライトフライ級（スーパー王座認定）
- PABAライトフライ級暫定王座
- IBO世界ライトフライ級王座（防衛1）